# Schöllnach
Schöllnach é um município da Alemanha, no distrito de Deggendorf, na região administrativa de Niederbayern , estado de Baviera.